# سیرسهان
سیرسهان (به آلمانی: Siershahn) یک شهر در آلمان است که در وستروالدکرایس واقع شده‌است. سیرسهان ۲٬۸۴۱ نفر جمعیت دارد.